# Eupithecia frontosa
Eupitecia frontosa es una especie de polilla de la familia Geometridae. La especie fue descrita por primera vez por Wilhelm Brandt en 1941 con distribución en Iran. El sintipo de la especie fue descrita en el sector Sardze del condado de Larestan, a aproximadamente 3000 metros (9842,5 pies) de altitud.: 331 